# Liste des planètes mineures non numérotées découvertes en février 2014
Pour un article plus général, voir Liste des planètes mineures non numérotées découvertes en 2014.
Pour un article plus général, voir Liste des planètes mineures.
Cet article dresse la liste des planètes mineures (astéroïdes, centaures, objets transneptuniens et assimilés) non numérotées découvertes en février 2014 dans l'ordre de leur découverte.
Au 15 janvier 2025, 661 077 des 1 434 993 planètes mineures répertoriées par le Centre des planètes mineures ne sont pas encore numérotées, soit 46,07 %.

## Rappel concernant la désignation provisoire
La désignation provisoire indique l'ordre de découverte de ces objets. En effet, cette désignation est composée de l'année de découverte (par exemple 2014) suivie de la quinzaine (demi-mois) de découverte (p.e. A = 1-15 janvier) puis de l'ordre de découverte dans cette quinzaine. Cet ordre est indiqué par une lettre et éventuellement un chiffre comme suit : A pour la première découverte, B pour la deuxième, ..., Z pour la 25e (le I n'est pas utilisé pour éviter la confusion avec 1), A1 pour la 26e, B1 pour la 27e, etc. , Z1 pour la 50e, A2 pour la 51e, B2 pour la 52e, etc. L'ordre de la numérotation ne suit donc pas l'ordre alphanumérique. 2014 AA1 suit ainsi 2014 AZ et précède 2014 AB1.

## Liste

### Du1erau 15 février 2014
- 2014 CE
- 2014 CL
- 2014 CN
- 2014 CQ
- 2014 CR
- 2014 CS
- 2014 CV
- 2014 CB1
- 2014 CD1
- 2014 CG1
- 2014 CM1
- 2014 CQ1
- 2014 CG2
- 2014 CN2
- 2014 CR2
- 2014 CZ2
- 2014 CA3
- 2014 CB3
- 2014 CD3
- 2014 CC4
- 2014 CG4
- 2014 CN4
- 2014 CS4
- 2014 CY4
- 2014 CX5
- 2014 CZ5
- 2014 CB6
- 2014 CM6
- 2014 CV6
- 2014 CY6
- 2014 CZ6
- 2014 CB7
- 2014 CD7
- 2014 CG7
- 2014 CH7
- 2014 CN7
- 2014 CX7
- 2014 CG8
- 2014 CK8
- 2014 CP8
- 2014 CR8
- 2014 CW8
- 2014 CD9
- 2014 CH9
- 2014 CJ9
- 2014 CK9
- 2014 CP9
- 2014 CU9
- 2014 CW9
- 2014 CE10
- 2014 CF10
- 2014 CL10
- 2014 CO10
- 2014 CP10
- 2014 CR10
- 2014 CT10
- 2014 CD11
- 2014 CF11
- 2014 CM11
- 2014 CO12
- 2014 CP12
- 2014 CQ12
- 2014 CY12
- 2014 CA13
- 2014 CB13
- 2014 CD13
- 2014 CE13
- 2014 CF13
- 2014 CG13
- 2014 CH13
- 2014 CJ13
- 2014 CM13
- 2014 CN13
- 2014 CP13
- 2014 CQ13
- 2014 CR13
- 2014 CS13
- 2014 CT13
- 2014 CU13
- 2014 CX13
- 2014 CZ13
- 2014 CA14
- 2014 CD14
- 2014 CF14
- 2014 CG14
- 2014 CH14
- 2014 CJ14
- 2014 CK14
- 2014 CM14
- 2014 CO14
- 2014 CV14
- 2014 CW14
- 2014 CX14
- 2014 CP15
- 2014 CA16
- 2014 CL16
- 2014 CN16
- 2014 CO16
- 2014 CR16
- 2014 CS16
- 2014 CE17
- 2014 CG17
- 2014 CO17
- 2014 CH19
- 2014 CL19
- 2014 CJ21
- 2014 CR21
- 2014 CG23
- 2014 CT23
- 2014 CV23
- 2014 CY23
- 2014 CZ23
- 2014 CB24
- 2014 CL24
- 2014 CN26
- 2014 CP26
- 2014 CL27
- 2014 CB28
- 2014 CD28
- 2014 CE28
- 2014 CG28
- 2014 CJ28
- 2014 CK28
- 2014 CN28
- 2014 CO28
- 2014 CQ28
- 2014 CR28
- 2014 CS28
- 2014 CT28
- 2014 CU28
- 2014 CV28
- 2014 CX28
- 2014 CZ28
- 2014 CA29
- 2014 CB29
- 2014 CC29
- 2014 CD29
- 2014 CG29
- 2014 CH29
- 2014 CJ29
- 2014 CL29
- 2014 CM29
- 2014 CN29
- 2014 CO29
- 2014 CP29
- 2014 CQ29
- 2014 CR29
- 2014 CS29
- 2014 CV29
- 2014 CX29
- 2014 CC30
- 2014 CF30
- 2014 CG30
- 2014 CH30
- 2014 CJ30
- 2014 CK30
- 2014 CL30
- 2014 CM30
- 2014 CO30
- 2014 CQ30
- 2014 CR30
- 2014 CT30
- 2014 CU30
- 2014 CV30
- 2014 CW30
- 2014 CX30
- 2014 CA31
- 2014 CM31
- 2014 CO31
- 2014 CQ31
- 2014 CR31
- 2014 CV31
- 2014 CX31
- 2014 CJ32
- 2014 CK32
- 2014 CR32
- 2014 CS32
- 2014 CT32
- 2014 CX32
- 2014 CY32
- 2014 CC33
- 2014 CD33
- 2014 CE33
- 2014 CJ33
- 2014 CN33
- 2014 CQ33
- 2014 CR33
- 2014 CU33
- 2014 CV33
- 2014 CZ33
- 2014 CA34
- 2014 CB34
- 2014 CC34
- 2014 CD34
- 2014 CE34
- 2014 CG34
- 2014 CJ34
- 2014 CK34
- 2014 CM34
- 2014 CN34
- 2014 CO34
- 2014 CP34
- 2014 CQ34
- 2014 CS34
- 2014 CT34
- 2014 CU34
- 2014 CV34
- 2014 CW34
- 2014 CX34
- 2014 CY34
- 2014 CZ34
- 2014 CB35
- 2014 CC35
- 2014 CF35
- 2014 CG35
- 2014 CH35
- 2014 CJ35
- 2014 CK35
- 2014 CN35
- 2014 CQ35
- 2014 CR35
- 2014 CS35
- 2014 CT35
- 2014 CU35
- 2014 CV35
- 2014 CW35
- 2014 CY35
- 2014 CZ35
- 2014 CB36
- 2014 CC36
- 2014 CF36
- 2014 CH36
- 2014 CJ36
- 2014 CK36
- 2014 CL36
- 2014 CM36
- 2014 CO36
- 2014 CP36
- 2014 CQ36
- 2014 CR36
- 2014 CS36
- 2014 CT36
- 2014 CU36
- 2014 CV36
- 2014 CW36
- 2014 CY36
- 2014 CZ36
- 2014 CA37
- 2014 CC37
- 2014 CD37
- 2014 CE37
- 2014 CF37
- 2014 CG37
- 2014 CH37
- 2014 CJ37
- 2014 CK37
- 2014 CL37
- 2014 CM37
- 2014 CN37
- 2014 CO37
- 2014 CP37
- 2014 CQ37
- 2014 CR37
- 2014 CT37
- 2014 CW37
- 2014 CY37
- 2014 CZ37
- 2014 CA38
- 2014 CC38
- 2014 CD38
- 2014 CE38
- 2014 CF38
- 2014 CG38
- 2014 CH38
- 2014 CK38
- 2014 CL38
- 2014 CM38
- 2014 CN38
- 2014 CO38
- 2014 CP38
- 2014 CQ38
- 2014 CR38
- 2014 CS38
- 2014 CT38
- 2014 CU38
- 2014 CV38
- 2014 CW38
- 2014 CX38
- 2014 CY38
- 2014 CZ38
- 2014 CB39
- 2014 CC39
- 2014 CD39
- 2014 CE39
- 2014 CF39
- 2014 CG39
- 2014 CH39
- 2014 CJ39
- 2014 CK39
- 2014 CL39
- 2014 CM39
- 2014 CN39

### Du 16 au 28 février 2014
- 2014 DA
- 2014 DB
- 2014 DC
- 2014 DE
- 2014 DF
- 2014 DG
- 2014 DH
- 2014 DK
- 2014 DL
- 2014 DQ
- 2014 DR
- 2014 DR1
- 2014 DG2
- 2014 DH2
- 2014 DP2
- 2014 DR2
- 2014 DW2
- 2014 DX2
- 2014 DB3
- 2014 DC3
- 2014 DF3
- 2014 DG3
- 2014 DK3
- 2014 DL3
- 2014 DN3
- 2014 DA4
- 2014 DC4
- 2014 DA5
- 2014 DE5
- 2014 DL5
- 2014 DM5
- 2014 DO5
- 2014 DS5
- 2014 DU5
- 2014 DZ5
- 2014 DG6
- 2014 DH6
- 2014 DM6
- 2014 DV6
- 2014 DJ7
- 2014 DK7
- 2014 DN7
- 2014 DO7
- 2014 DP7
- 2014 DR7
- 2014 DE8
- 2014 DF8
- 2014 DE9
- 2014 DL9
- 2014 DR9
- 2014 DW9
- 2014 DY9
- 2014 DZ9
- 2014 DA10
- 2014 DC10
- 2014 DD10
- 2014 DE10
- 2014 DF10
- 2014 DG10
- 2014 DH10
- 2014 DJ10
- 2014 DK10
- 2014 DS10
- 2014 DB11
- 2014 DH11
- 2014 DJ11
- 2014 DL11
- 2014 DT11
- 2014 DU11
- 2014 DD12
- 2014 DT12
- 2014 DC14
- 2014 DH14
- 2014 DK15
- 2014 DL15
- 2014 DV15
- 2014 DY15
- 2014 DF16
- 2014 DH16
- 2014 DN16
- 2014 DF17
- 2014 DM17
- 2014 DP17
- 2014 DV17
- 2014 DW17
- 2014 DB18
- 2014 DL18
- 2014 DS18
- 2014 DG19
- 2014 DO19
- 2014 DQ19
- 2014 DX19
- 2014 DM20
- 2014 DN20
- 2014 DR20
- 2014 DN21
- 2014 DP21
- 2014 DQ21
- 2014 DR21
- 2014 DT21
- 2014 DX21
- 2014 DY21
- 2014 DC22
- 2014 DG22
- 2014 DJ22
- 2014 DM22
- 2014 DO22
- 2014 DP22
- 2014 DR22
- 2014 DS22
- 2014 DT22
- 2014 DU22
- 2014 DV22
- 2014 DW22
- 2014 DX22
- 2014 DY22
- 2014 DZ22
- 2014 DB23
- 2014 DD23
- 2014 DE23
- 2014 DF23
- 2014 DG23
- 2014 DH23
- 2014 DJ23
- 2014 DK23
- 2014 DL23
- 2014 DM23
- 2014 DU23
- 2014 DF24
- 2014 DJ24
- 2014 DU24
- 2014 DE25
- 2014 DF25
- 2014 DG25
- 2014 DN25
- 2014 DS25
- 2014 DH26
- 2014 DD27
- 2014 DW27
- 2014 DX27
- 2014 DB28
- 2014 DC28
- 2014 DL28
- 2014 DV29
- 2014 DB30
- 2014 DC30
- 2014 DF30
- 2014 DL30
- 2014 DY30
- 2014 DB31
- 2014 DC31
- 2014 DJ31
- 2014 DO31
- 2014 DR31
- 2014 DY31
- 2014 DN32
- 2014 DP32
- 2014 DM33
- 2014 DS33
- 2014 DT33
- 2014 DX33
- 2014 DA35
- 2014 DE35
- 2014 DH35
- 2014 DL35
- 2014 DM35
- 2014 DD36
- 2014 DF36
- 2014 DH36
- 2014 DQ36
- 2014 DX36
- 2014 DZ36
- 2014 DW37
- 2014 DJ38
- 2014 DX38
- 2014 DZ38
- 2014 DE39
- 2014 DQ39
- 2014 DL40
- 2014 DM40
- 2014 DN40
- 2014 DP40
- 2014 DQ40
- 2014 DR40
- 2014 DX40
- 2014 DC41
- 2014 DE41
- 2014 DS41
- 2014 DC42
- 2014 DD42
- 2014 DK42
- 2014 DO42
- 2014 DZ42
- 2014 DA43
- 2014 DE43
- 2014 DM43
- 2014 DO43
- 2014 DQ43
- 2014 DR43
- 2014 DW43
- 2014 DY43
- 2014 DX44
- 2014 DA45
- 2014 DB45
- 2014 DH45
- 2014 DJ45
- 2014 DQ45
- 2014 DS45
- 2014 DE46
- 2014 DG46
- 2014 DH46
- 2014 DQ46
- 2014 DY46
- 2014 DK47
- 2014 DM47
- 2014 DB48
- 2014 DL48
- 2014 DS49
- 2014 DX49
- 2014 DG50
- 2014 DL50
- 2014 DN50
- 2014 DO50
- 2014 DT50
- 2014 DA51
- 2014 DB51
- 2014 DC51
- 2014 DD51
- 2014 DF51
- 2014 DM51
- 2014 DP51
- 2014 DS51
- 2014 DX51
- 2014 DL52
- 2014 DN52
- 2014 DT52
- 2014 DW52
- 2014 DY52
- 2014 DS53
- 2014 DB54
- 2014 DC54
- 2014 DD54
- 2014 DH54
- 2014 DO54
- 2014 DS54
- 2014 DD55
- 2014 DE55
- 2014 DG55
- 2014 DH55
- 2014 DJ55
- 2014 DO56
- 2014 DT56
- 2014 DB57
- 2014 DC57
- 2014 DF57
- 2014 DP57
- 2014 DQ57
- 2014 DX57
- 2014 DC58
- 2014 DH58
- 2014 DC59
- 2014 DJ59
- 2014 DN59
- 2014 DP59
- 2014 DV59
- 2014 DX59
- 2014 DD60
- 2014 DZ60
- 2014 DA61
- 2014 DD61
- 2014 DH61
- 2014 DL61
- 2014 DX61
- 2014 DG62
- 2014 DA63
- 2014 DF63
- 2014 DH63
- 2014 DT63
- 2014 DV63
- 2014 DX63
- 2014 DY63
- 2014 DB64
- 2014 DE64
- 2014 DG64
- 2014 DK64
- 2014 DP64
- 2014 DB65
- 2014 DC65
- 2014 DH65
- 2014 DM65
- 2014 DV65
- 2014 DX65
- 2014 DY65
- 2014 DM66
- 2014 DN66
- 2014 DC67
- 2014 DH67
- 2014 DN67
- 2014 DP67
- 2014 DS67
- 2014 DW67
- 2014 DD68
- 2014 DJ68
- 2014 DR68
- 2014 DX68
- 2014 DP69
- 2014 DT69
- 2014 DV69
- 2014 DC70
- 2014 DG70
- 2014 DW70
- 2014 DY70
- 2014 DZ70
- 2014 DC71
- 2014 DG71
- 2014 DH71
- 2014 DL71
- 2014 DP72
- 2014 DV72
- 2014 DL73
- 2014 DO73
- 2014 DU73
- 2014 DX73
- 2014 DY73
- 2014 DF74
- 2014 DL74
- 2014 DU74
- 2014 DZ74
- 2014 DD75
- 2014 DT75
- 2014 DX75
- 2014 DH76
- 2014 DK76
- 2014 DQ76
- 2014 DR76
- 2014 DT76
- 2014 DU76
- 2014 DW76
- 2014 DB77
- 2014 DK77
- 2014 DL77
- 2014 DO77
- 2014 DQ77
- 2014 DU77
- 2014 DW77
- 2014 DY77
- 2014 DU78
- 2014 DX78
- 2014 DZ78
- 2014 DC79
- 2014 DS79
- 2014 DT79
- 2014 DU79
- 2014 DX79
- 2014 DD80
- 2014 DF80
- 2014 DG80
- 2014 DH80
- 2014 DJ80
- 2014 DL80
- 2014 DN80
- 2014 DQ80
- 2014 DZ80
- 2014 DA81
- 2014 DG81
- 2014 DR81
- 2014 DA82
- 2014 DC82
- 2014 DR82
- 2014 DU82
- 2014 DF83
- 2014 DG83
- 2014 DQ83
- 2014 DR83
- 2014 DW83
- 2014 DB84
- 2014 DP84
- 2014 DR84
- 2014 DT84
- 2014 DX84
- 2014 DA85
- 2014 DK85
- 2014 DO85
- 2014 DQ85
- 2014 DB86
- 2014 DK86
- 2014 DP86
- 2014 DV86
- 2014 DY86
- 2014 DK87
- 2014 DR87
- 2014 DS87
- 2014 DV87
- 2014 DZ87
- 2014 DF88
- 2014 DO88
- 2014 DS88
- 2014 DT88
- 2014 DX88
- 2014 DQ89
- 2014 DV89
- 2014 DX89
- 2014 DZ89
- 2014 DA90
- 2014 DV90
- 2014 DH91
- 2014 DR91
- 2014 DU91
- 2014 DV91
- 2014 DW91
- 2014 DX91
- 2014 DB92
- 2014 DH92
- 2014 DJ92
- 2014 DL92
- 2014 DS92
- 2014 DU92
- 2014 DX92
- 2014 DZ92
- 2014 DA93
- 2014 DC93
- 2014 DG93
- 2014 DH93
- 2014 DN93
- 2014 DS93
- 2014 DU93
- 2014 DX93
- 2014 DZ93
- 2014 DC94
- 2014 DD94
- 2014 DE94
- 2014 DG94
- 2014 DM94
- 2014 DP94
- 2014 DW94
- 2014 DX94
- 2014 DY94
- 2014 DD95
- 2014 DG95
- 2014 DH95
- 2014 DQ95
- 2014 DW95
- 2014 DZ95
- 2014 DB96
- 2014 DG96
- 2014 DJ96
- 2014 DK96
- 2014 DQ96
- 2014 DX96
- 2014 DY96
- 2014 DC97
- 2014 DG97
- 2014 DM97
- 2014 DS97
- 2014 DB98
- 2014 DK98
- 2014 DA99
- 2014 DM99
- 2014 DT99
- 2014 DU99
- 2014 DE100
- 2014 DL100
- 2014 DM100
- 2014 DR100
- 2014 DS100
- 2014 DW100
- 2014 DX100
- 2014 DY100
- 2014 DJ101
- 2014 DN101
- 2014 DQ101
- 2014 DX101
- 2014 DC102
- 2014 DK102
- 2014 DQ102
- 2014 DW102
- 2014 DD103
- 2014 DR103
- 2014 DY103
- 2014 DA104
- 2014 DM104
- 2014 DN104
- 2014 DZ104
- 2014 DS105
- 2014 DT105
- 2014 DX105
- 2014 DZ105
- 2014 DE106
- 2014 DF106
- 2014 DG106
- 2014 DO106
- 2014 DS106
- 2014 DU106
- 2014 DB107
- 2014 DL107
- 2014 DR107
- 2014 DV107
- 2014 DW107
- 2014 DE108
- 2014 DT108
- 2014 DB109
- 2014 DP109
- 2014 DS110
- 2014 DT110
- 2014 DU110
- 2014 DV110
- 2014 DW110
- 2014 DX110
- 2014 DY110
- 2014 DN111
- 2014 DU111
- 2014 DX111
- 2014 DB112
- 2014 DC112
- 2014 DD112
- 2014 DE112
- 2014 DF112
- 2014 DH112
- 2014 DK112
- 2014 DL112
- 2014 DM112
- 2014 DO112
- 2014 DQ112
- 2014 DR112
- 2014 DS112
- 2014 DT112
- 2014 DV112
- 2014 DX112
- 2014 DY112
- 2014 DZ112
- 2014 DA113
- 2014 DB113
- 2014 DC113
- 2014 DD113
- 2014 DE113
- 2014 DF114
- 2014 DJ114
- 2014 DS114
- 2014 DV114
- 2014 DY114
- 2014 DE115
- 2014 DJ115
- 2014 DP115
- 2014 DN116
- 2014 DF117
- 2014 DS117
- 2014 DU117
- 2014 DV117
- 2014 DW117
- 2014 DT118
- 2014 DW118
- 2014 DF119
- 2014 DA120
- 2014 DC120
- 2014 DK120
- 2014 DY120
- 2014 DK121
- 2014 DM121
- 2014 DS121
- 2014 DS122
- 2014 DT122
- 2014 DG123
- 2014 DC125
- 2014 DE125
- 2014 DF125
- 2014 DG125
- 2014 DL125
- 2014 DC126
- 2014 DL126
- 2014 DM126
- 2014 DP126
- 2014 DQ126
- 2014 DC127
- 2014 DE127
- 2014 DT127
- 2014 DV127
- 2014 DD128
- 2014 DM128
- 2014 DN128
- 2014 DY128
- 2014 DB129
- 2014 DO129
- 2014 DU129
- 2014 DC130
- 2014 DG130
- 2014 DR130
- 2014 DV130
- 2014 DW130
- 2014 DY130
- 2014 DA131
- 2014 DB131
- 2014 DD131
- 2014 DG131
- 2014 DK131
- 2014 DP131
- 2014 DQ131
- 2014 DG133
- 2014 DW133
- 2014 DD134
- 2014 DG134
- 2014 DS134
- 2014 DY134
- 2014 DC135
- 2014 DJ135
- 2014 DK135
- 2014 DR135
- 2014 DV135
- 2014 DA136
- 2014 DF136
- 2014 DQ136
- 2014 DT136
- 2014 DX136
- 2014 DZ136
- 2014 DA137
- 2014 DC137
- 2014 DD137
- 2014 DG137
- 2014 DH137
- 2014 DN137
- 2014 DR137
- 2014 DS137
- 2014 DT137
- 2014 DY137
- 2014 DT138
- 2014 DY138
- 2014 DE139
- 2014 DR139
- 2014 DS139
- 2014 DC140
- 2014 DB141
- 2014 DF141
- 2014 DJ141
- 2014 DS141
- 2014 DW143
- 2014 DA144
- 2014 DE144
- 2014 DF144
- 2014 DK144
- 2014 DM144
- 2014 DN144
- 2014 DO144
- 2014 DP144
- 2014 DQ144
- 2014 DR144
- 2014 DT144
- 2014 DV144
- 2014 DX144
- 2014 DY144
- 2014 DA145
- 2014 DC145
- 2014 DD145
- 2014 DG145
- 2014 DH145
- 2014 DJ145
- 2014 DN145
- 2014 DP145
- 2014 DX145
- 2014 DD146
- 2014 DY146
- 2014 DH148
- 2014 DV148
- 2014 DL149
- 2014 DS149
- 2014 DO150
- 2014 DR150
- 2014 DW150
- 2014 DC151
- 2014 DF151
- 2014 DH151
- 2014 DL151
- 2014 DL152
- 2014 DM152
- 2014 DT152
- 2014 DW152
- 2014 DX152
- 2014 DN153
- 2014 DQ154
- 2014 DJ155
- 2014 DN156
- 2014 DR156
- 2014 DV156
- 2014 DD157
- 2014 DL157
- 2014 DM157
- 2014 DQ157
- 2014 DU157
- 2014 DV157
- 2014 DX157
- 2014 DZ157
- 2014 DA158
- 2014 DD158
- 2014 DE158
- 2014 DF158
- 2014 DG158
- 2014 DH158
- 2014 DJ158
- 2014 DK158
- 2014 DL158
- 2014 DP158
- 2014 DQ158
- 2014 DR158
- 2014 DS158
- 2014 DV158
- 2014 DX158
- 2014 DY158
- 2014 DA159
- 2014 DB159
- 2014 DC159
- 2014 DD159
- 2014 DE159
- 2014 DH159
- 2014 DJ159
- 2014 DM159
- 2014 DN159
- 2014 DO159
- 2014 DP159
- 2014 DS159
- 2014 DT159
- 2014 DU159
- 2014 DV159
- 2014 DY159
- 2014 DZ159
- 2014 DA160
- 2014 DB160
- 2014 DC160
- 2014 DD160
- 2014 DE160
- 2014 DF160
- 2014 DG160
- 2014 DH160
- 2014 DJ160
- 2014 DK160
- 2014 DL160
- 2014 DN160
- 2014 DO160
- 2014 DP160
- 2014 DQ160
- 2014 DT160
- 2014 DU160
- 2014 DV160
- 2014 DW160
- 2014 DX160
- 2014 DY160
- 2014 DZ160
- 2014 DA161
- 2014 DC161
- 2014 DD161
- 2014 DF161
- 2014 DH161
- 2014 DJ161
- 2014 DL161
- 2014 DM161
- 2014 DN161
- 2014 DO161
- 2014 DQ161
- 2014 DR161
- 2014 DS161
- 2014 DT161
- 2014 DU161
- 2014 DV161
- 2014 DW161
- 2014 DZ161
- 2014 DB162
- 2014 DC162
- 2014 DE162
- 2014 DF162
- 2014 DG162
- 2014 DK162
- 2014 DN162
- 2014 DU162
- 2014 DZ162
- 2014 DC163
- 2014 DD163
- 2014 DF163
- 2014 DG163
- 2014 DH163
- 2014 DJ163
- 2014 DK163
- 2014 DL163
- 2014 DN163
- 2014 DO163
- 2014 DS163
- 2014 DT163
- 2014 DU163
- 2014 DW163
- 2014 DZ163
- 2014 DA164
- 2014 DB164
- 2014 DC164
- 2014 DD164
- 2014 DE164
- 2014 DF164
- 2014 DG164
- 2014 DH164
- 2014 DN164
- 2014 DO164
- 2014 DS164
- 2014 DU164
- 2014 DV164
- 2014 DW164
- 2014 DY164
- 2014 DZ164
- 2014 DB165
- 2014 DC165
- 2014 DD165
- 2014 DF165
- 2014 DG165
- 2014 DH165
- 2014 DK165
- 2014 DL165
- 2014 DM165
- 2014 DN165
- 2014 DO165
- 2014 DP165
- 2014 DQ165
- 2014 DR165
- 2014 DT165
- 2014 DU165
- 2014 DV165
- 2014 DW165
- 2014 DX165
- 2014 DY165
- 2014 DZ165
- 2014 DA166
- 2014 DB166
- 2014 DC166
- 2014 DD166
- 2014 DF166
- 2014 DH166
- 2014 DJ166
- 2014 DK166
- 2014 DL166
- 2014 DM166
- 2014 DO166
- 2014 DS166
- 2014 DT166
- 2014 DX166
- 2014 DY166
- 2014 DA167
- 2014 DB167
- 2014 DC167
- 2014 DD167
- 2014 DE167
- 2014 DF167
- 2014 DG167
- 2014 DH167
- 2014 DJ167
- 2014 DT167
- 2014 DZ167
- 2014 DA168
- 2014 DB168
- 2014 DC168
- 2014 DD168
- 2014 DE168
- 2014 DG168
- 2014 DK168
- 2014 DL168
- 2014 DM168
- 2014 DO168
- 2014 DH169
- 2014 DT169
- 2014 DU169
- 2014 DH170
- 2014 DJ170
- 2014 DN170
- 2014 DQ170
- 2014 DT170
- 2014 DH171
- 2014 DJ171
- 2014 DN171
- 2014 DO171
- 2014 DQ171
- 2014 DR171
- 2014 DT171
- 2014 DK172
- 2014 DM172
- 2014 DO172
- 2014 DS172
- 2014 DU172
- 2014 DX172
- 2014 DC173
- 2014 DD173
- 2014 DF173
- 2014 DL173
- 2014 DN173
- 2014 DQ173
- 2014 DT173
- 2014 DU173
- 2014 DV173
- 2014 DX173
- 2014 DY173
- 2014 DC174
- 2014 DQ174
- 2014 DU174
- 2014 DV174
- 2014 DW174
- 2014 DX174
- 2014 DZ174
- 2014 DB175
- 2014 DD175
- 2014 DJ175
- 2014 DK175
- 2014 DL175
- 2014 DM175
- 2014 DQ175
- 2014 DR175
- 2014 DS175
- 2014 DT175
- 2014 DU175
- 2014 DV175
- 2014 DW175
- 2014 DX175
- 2014 DY175
- 2014 DZ175
- 2014 DB176
- 2014 DC176
- 2014 DD176
- 2014 DE176
- 2014 DM176
- 2014 DS176
- 2014 DT176
- 2014 DV176
- 2014 DW176
- 2014 DY176
- 2014 DB177
- 2014 DC177
- 2014 DD177
- 2014 DE177
- 2014 DF177
- 2014 DG177
- 2014 DH177
- 2014 DL177
- 2014 DN177
- 2014 DP177
- 2014 DS177
- 2014 DU177
- 2014 DV177
- 2014 DX177
- 2014 DZ177
- 2014 DH178
- 2014 DL178
- 2014 DN178
- 2014 DS178
- 2014 DV178
- 2014 DE179
- 2014 DG179
- 2014 DL179
- 2014 DN179
- 2014 DP179
- 2014 DR179
- 2014 DS179
- 2014 DT179
- 2014 DW179
- 2014 DX179
- 2014 DB180
- 2014 DC180
- 2014 DD180
- 2014 DF180
- 2014 DH180
- 2014 DJ180
- 2014 DK180
- 2014 DQ180
- 2014 DR180
- 2014 DT180
- 2014 DU180
- 2014 DV180
- 2014 DW180
- 2014 DX180
- 2014 DY180
- 2014 DA181
- 2014 DC181
- 2014 DD181
- 2014 DE181
- 2014 DG181
- 2014 DL181
- 2014 DM181
- 2014 DN181
- 2014 DP181
- 2014 DQ181
- 2014 DR181
- 2014 DT181
- 2014 DU181
- 2014 DV181
- 2014 DX181
- 2014 DC182
- 2014 DD182
- 2014 DE182
- 2014 DJ182
- 2014 DK182
- 2014 DL182
- 2014 DO182
- 2014 DP182
- 2014 DQ182
- 2014 DR182
- 2014 DT182
- 2014 DU182
- 2014 DV182
- 2014 DW182
- 2014 DX182
- 2014 DY182
- 2014 DZ182
- 2014 DA183
- 2014 DB183
- 2014 DC183
- 2014 DD183
- 2014 DE183
- 2014 DG183
- 2014 DH183
- 2014 DJ183
- 2014 DK183
- 2014 DL183
- 2014 DP183
- 2014 DQ183
- 2014 DR183
- 2014 DB184
- 2014 DC184
- 2014 DD184
- 2014 DE184
- 2014 DG184
- 2014 DM184
- 2014 DN184
- 2014 DO184
- 2014 DP184
- 2014 DQ184
- 2014 DR184
- 2014 DS184
- 2014 DT184
- 2014 DU184
- 2014 DV184
- 2014 DX184
- 2014 DA185
- 2014 DC185
- 2014 DD185
- 2014 DG185
- 2014 DH185
- 2014 DJ185
- 2014 DK185
- 2014 DL185
- 2014 DM185
- 2014 DN185
- 2014 DO185
- 2014 DP185
- 2014 DR185
- 2014 DS185
- 2014 DU185
- 2014 DX185
- 2014 DY185
- 2014 DZ185
- 2014 DB186
- 2014 DD186
- 2014 DE186
- 2014 DG186
- 2014 DJ186
- 2014 DL186
- 2014 DM186
- 2014 DO186
- 2014 DP186
- 2014 DQ186
- 2014 DT186
- 2014 DU186
- 2014 DV186
- 2014 DW186
- 2014 DB187
- 2014 DC187
- 2014 DD187
- 2014 DE187
- 2014 DF187
- 2014 DG187
- 2014 DL187
- 2014 DO187
- 2014 DR187
- 2014 DS187
- 2014 DT187
- 2014 DV187
- 2014 DX187
- 2014 DZ187
- 2014 DD188
- 2014 DF188
- 2014 DL188
- 2014 DV188
- 2014 DW188
- 2014 DA189
- 2014 DB189
- 2014 DC189
- 2014 DD189
- 2014 DE189
- 2014 DG189
- 2014 DH189
- 2014 DJ189
- 2014 DK189
- 2014 DL189
- 2014 DM189
- 2014 DN189
- 2014 DP189
- 2014 DQ189
- 2014 DU189
- 2014 DX189
- 2014 DZ189
- 2014 DB190
- 2014 DE190
- 2014 DL190
- 2014 DM190
- 2014 DO190
- 2014 DS190
- 2014 DU190
- 2014 DV190
- 2014 DW190
- 2014 DY190
- 2014 DD191
- 2014 DE191
- 2014 DF191
- 2014 DG191
- 2014 DH191
- 2014 DJ191
- 2014 DK191
- 2014 DL191
- 2014 DQ191
- 2014 DT191
- 2014 DU191
- 2014 DY191
- 2014 DA192
- 2014 DC192
- 2014 DD192
- 2014 DG192
- 2014 DH192
- 2014 DJ192
- 2014 DK192
- 2014 DL192
- 2014 DM192
- 2014 DN192
- 2014 DP192
- 2014 DR192
- 2014 DS192
- 2014 DU192
- 2014 DV192
- 2014 DW192
- 2014 DX192
- 2014 DY192
- 2014 DA193
- 2014 DB193
- 2014 DC193
- 2014 DD193
- 2014 DE193
- 2014 DG193
- 2014 DH193
- 2014 DJ193
- 2014 DK193
- 2014 DL193
- 2014 DM193
- 2014 DN193
- 2014 DO193
- 2014 DQ193
- 2014 DR193
- 2014 DS193
- 2014 DT193
- 2014 DU193
- 2014 DV193
- 2014 DX193
- 2014 DY193
- 2014 DZ193
- 2014 DD194
- 2014 DE194
- 2014 DF194
- 2014 DG194
- 2014 DH194
- 2014 DJ194
- 2014 DM194
- 2014 DN194
- 2014 DO194
- 2014 DQ194
- 2014 DR194
- 2014 DS194
- 2014 DT194
- 2014 DU194
- 2014 DV194
- 2014 DB195
- 2014 DC195
- 2014 DD195
- 2014 DE195
- 2014 DF195
- 2014 DJ195
- 2014 DK195
- 2014 DL195
- 2014 DM195
- 2014 DO195
- 2014 DP195
- 2014 DQ195
- 2014 DR195
- 2014 DS195
- 2014 DT195
- 2014 DU195
- 2014 DV195
- 2014 DX195
- 2014 DY195
- 2014 DA196
- 2014 DB196
- 2014 DC196
- 2014 DD196
- 2014 DE196
- 2014 DF196
- 2014 DG196
- 2014 DH196
- 2014 DK196
- 2014 DL196
- 2014 DM196
- 2014 DN196
- 2014 DP196
- 2014 DS196
- 2014 DT196
- 2014 DU196
- 2014 DW196
- 2014 DY196
- 2014 DC197
- 2014 DE197
- 2014 DF197
- 2014 DG197
- 2014 DH197
- 2014 DO197
- 2014 DQ197
- 2014 DR197
- 2014 DS197
- 2014 DU197
- 2014 DV197
- 2014 DW197
- 2014 DX197
- 2014 DY197
- 2014 DZ197
- 2014 DC198
- 2014 DE198
- 2014 DF198
- 2014 DH198
- 2014 DK198
- 2014 DL198
- 2014 DM198
- 2014 DN198
- 2014 DO198
- 2014 DP198
- 2014 DQ198
- 2014 DR198
- 2014 DT198
- 2014 DU198
- 2014 DV198
- 2014 DW198
- 2014 DX198
- 2014 DY198
- 2014 DZ198
- 2014 DA199
- 2014 DB199
- 2014 DC199
- 2014 DD199
- 2014 DE199
- 2014 DF199
- 2014 DG199
- 2014 DH199
- 2014 DJ199
- 2014 DK199
- 2014 DL199
- 2014 DM199
- 2014 DN199
- 2014 DO199
- 2014 DP199
- 2014 DQ199
- 2014 DR199
- 2014 DS199
- 2014 DT199
- 2014 DU199
- 2014 DV199
- 2014 DW199
- 2014 DX199
- 2014 DY199
- 2014 DZ199
- 2014 DA200
- 2014 DB200
- 2014 DC200
- 2014 DD200
- 2014 DE200
- 2014 DF200
- 2014 DG200
- 2014 DH200
- 2014 DJ200
- 2014 DM200
- 2014 DP200
- 2014 DQ200
- 2014 DR200
- 2014 DS200
- 2014 DW200
- 2014 DY200
- 2014 DB201
- 2014 DD201
- 2014 DF201
- 2014 DG201
- 2014 DK201
- 2014 DL201
- 2014 DM201
- 2014 DO201
- 2014 DP201
- 2014 DQ201
- 2014 DR201
- 2014 DS201
- 2014 DT201
- 2014 DU201
- 2014 DV201
- 2014 DX201
- 2014 DY201
- 2014 DZ201
- 2014 DA202
- 2014 DC202
- 2014 DD202
- 2014 DF202
- 2014 DG202
- 2014 DH202
- 2014 DJ202
- 2014 DM202
- 2014 DN202
- 2014 DO202
- 2014 DP202
- 2014 DQ202
- 2014 DR202
- 2014 DT202
- 2014 DU202
- 2014 DV202
- 2014 DW202
- 2014 DX202
- 2014 DY202
- 2014 DZ202
- 2014 DA203
- 2014 DB203
- 2014 DC203
- 2014 DE203
- 2014 DF203
- 2014 DG203
- 2014 DH203
- 2014 DJ203
- 2014 DK203
- 2014 DL203
- 2014 DM203
- 2014 DN203
- 2014 DO203
- 2014 DP203
- 2014 DQ203
- 2014 DR203
- 2014 DS203
- 2014 DT203
- 2014 DU203
- 2014 DV203
- 2014 DW203
- 2014 DX203
- 2014 DY203
- 2014 DZ203
- 2014 DA204
- 2014 DB204
- 2014 DC204
- 2014 DD204
- 2014 DE204
- 2014 DF204
- 2014 DH204
- 2014 DJ204
- 2014 DK204
- 2014 DL204
- 2014 DM204
- 2014 DN204
- 2014 DO204
- 2014 DP204
- 2014 DR204
- 2014 DT204
- 2014 DU204
- 2014 DV204
- 2014 DW204
- 2014 DX204
- 2014 DY204
- 2014 DZ204
- 2014 DA205
- 2014 DB205
- 2014 DD205
- 2014 DE205
- 2014 DF205
- 2014 DG205
- 2014 DH205
- 2014 DJ205
- 2014 DK205
- 2014 DL205
- 2014 DN205
- 2014 DO205
- 2014 DP205
- 2014 DQ205
- 2014 DR205
- 2014 DS205
- 2014 DT205
- 2014 DU205
- 2014 DV205
- 2014 DY205
- 2014 DZ205
- 2014 DA206
- 2014 DB206
- 2014 DC206
- 2014 DD206
- 2014 DE206
- 2014 DF206
- 2014 DH206
- 2014 DK206
- 2014 DL206
- 2014 DM206
- 2014 DN206
- 2014 DO206
- 2014 DP206
- 2014 DQ206
- 2014 DR206
- 2014 DS206
- 2014 DT206
- 2014 DV206
- 2014 DW206
- 2014 DX206
- 2014 DY206
- 2014 DZ206
- 2014 DB207
- 2014 DC207
- 2014 DD207
- 2014 DF207
- 2014 DH207
- 2014 DK207
- 2014 DM207
- 2014 DN207
- 2014 DO207
- 2014 DP207
- 2014 DQ207
- 2014 DS207
- 2014 DT207
- 2014 DU207
- 2014 DV207
- 2014 DX207
- 2014 DY207
- 2014 DZ207
- 2014 DA208
- 2014 DC208
- 2014 DD208
- 2014 DE208
- 2014 DF208
- 2014 DG208
- 2014 DH208
- 2014 DJ208
- 2014 DK208
- 2014 DL208
- 2014 DM208
- 2014 DP208
- 2014 DQ208
- 2014 DR208
- 2014 DS208
- 2014 DT208
- 2014 DU208
- 2014 DX208
- 2014 DY208
- 2014 DZ208
- 2014 DA209
- 2014 DB209
- 2014 DC209
- 2014 DD209
- 2014 DE209
- 2014 DF209
- 2014 DG209
- 2014 DH209
- 2014 DJ209
- 2014 DK209
- 2014 DL209
- 2014 DM209
- 2014 DN209
- 2014 DP209
- 2014 DQ209
- 2014 DR209
- 2014 DS209
- 2014 DT209
- 2014 DU209
- 2014 DV209
- 2014 DW209
- 2014 DX209
- 2014 DY209
- 2014 DZ209
- 2014 DA210
- 2014 DB210
- 2014 DC210
- 2014 DD210
- 2014 DE210
- 2014 DF210
- 2014 DG210
- 2014 DH210
- 2014 DJ210
- 2014 DK210
- 2014 DL210
- 2014 DM210
- 2014 DN210
- 2014 DO210
- 2014 DP210
- 2014 DQ210
- 2014 DR210
- 2014 DT210
- 2014 DU210
- 2014 DV210
- 2014 DW210
- 2014 DX210
- 2014 DY210
- 2014 DZ210
- 2014 DA211
- 2014 DB211
- 2014 DC211
- 2014 DD211
- 2014 DE211
- 2014 DF211
- 2014 DG211
- 2014 DH211
- 2014 DJ211
- 2014 DK211
- 2014 DL211
- 2014 DM211
- 2014 DN211
- 2014 DO211
- 2014 DP211
- 2014 DR211
- 2014 DS211
- 2014 DT211
- 2014 DU211
- 2014 DV211
- 2014 DW211
- 2014 DY211
- 2014 DZ211
- 2014 DA212
- 2014 DB212
- 2014 DD212
- 2014 DE212
- 2014 DF212
- 2014 DG212
- 2014 DH212
- 2014 DJ212
- 2014 DK212
- 2014 DM212
- 2014 DN212
- 2014 DO212
- 2014 DP212
- 2014 DQ212
- 2014 DR212
- 2014 DS212
- 2014 DT212
- 2014 DU212
- 2014 DV212
- 2014 DW212
- 2014 DX212
- 2014 DY212
- 2014 DZ212
- 2014 DA213
- 2014 DB213
- 2014 DC213
- 2014 DD213
- 2014 DE213
- 2014 DF213
- 2014 DG213
- 2014 DH213
- 2014 DJ213
- 2014 DK213
- 2014 DL213
- 2014 DM213
- 2014 DO213
- 2014 DP213
- 2014 DQ213
- 2014 DR213
- 2014 DT213
- 2014 DU213
- 2014 DV213
- 2014 DW213
- 2014 DX213
- 2014 DY213
- 2014 DZ213
- 2014 DA214
- 2014 DB214
- 2014 DC214